# Mamadou Sangaré
Mamadou Sangaré (* 26. Februar 2002) ist ein malischer Fußballspieler.

## Karriere

### Verein
Sangaré spielte zunächst bei Yeelen Olympique in Mali. Zur Saison 2020/21 wechselte er nach Österreich zum FC Red Bull Salzburg, bei dem er einen bis Juni 2025 laufenden Vertrag erhielt. Zunächst sollte er aber für das zweitklassige Farmteam FC Liefering zum Einsatz kommen.
Sein Debüt in der 2. Liga gab er im September 2020, als er am ersten Spieltag der Saison 2020/21 gegen den SK Rapid Wien II in der 81. Minute für Chukwubuike Adamu eingewechselt wurde. Bis Saisonende kam er zu elf Zweitligaeinsätzen für die Salzburger, in denen ihm ein Tor gelang. Zur Saison 2021/22 wurde er von Salzburg auf Kooperationsbasis an den, wie Liefering zweitklassigen, Grazer AK verliehen. Für die Steirer kam er zu 26 Zweitligaeinsätzen, in denen er fünf Tore erzielte.
Zur Saison 2022/23 wurde er nach Belgien an den Erstligisten SV Zulte Waregem weiterverliehen. Bei den Belgiern konnte er sich aber nicht durchsetzen, insgesamt kam er zu zehn Einsätzen in der Division 1A, in denen er ein Tor machte. Im Februar 2023 wurde die Leihe daraufhin vorzeitig beendet und Sangaré innerhalb Österreichs an den TSV Hartberg weiterverliehen. Für Hartberg kam er bis Saisonende 15 Mal in der Bundesliga zum Einsatz.
Zur Saison 2023/24 kehrte er zunächst wieder nach Salzburg zurück, ehe er im Juli 2023 nach Saisonbeginn ein zweites Mal nach Hartberg verliehen wurde. Während der zweiten Leihe absolvierte er 29 Partien im Oberhaus für die Hartberger. Zur Saison 2024/25 verließ er Salzburg endgültig und wechselte innerhalb der Liga zum SK Rapid Wien, bei dem er einen bis 2028 laufenden Vertrag erhielt. Für Rapid absolvierte Sangaré insgesamt 30 Bundesligapartien.
Im August 2025 wechselte er nach Frankreich zum RC Lens, bei dem er einen bis 2030 laufenden Kontrakt erhielt.

### Nationalmannschaft
Sangaré nahm 2023 mit der malischen U-23-Auswahl am Afrika-Cup teil. Mit Mali wurde er Dritter, er kam während dem Turnier in allen fünf Partien zum Einsatz und erzielte zwei Tore.
Im September 2024 debütierte er gegen Mosambik im A-Nationalteam.